# SVO Holding
In der SVO-Gruppe sind die Tochtergesellschaften SVO Vertrieb GmbH als Anbieter von Strom, Erdgas, Trinkwasser und Telekommunikationslösungen sowie die Celle-Uelzen Netz GmbH als Netzbetreiber tätig. Die Unternehmensgruppe zählt rund 250.000 Kunden in den Landkreisen Celle und Uelzen, in der Stadt Celle sowie Teilen der Landkreise Heidekreis und Gifhorn.
Gesellschafter der SVO-Gruppe sind die Avacon AG, die Stadt Celle, die Landkreise Celle und Uelzen und die EVC Land GmbH.

## Geschichte
Die Geschichte der Stromversorgung in der Region Celle und Uelzen sowie in der Stadt Celle ist von mehreren Unternehmen geprägt. Zum einen hat sie ihren Ursprung im "Städtischen Elektrizitätswerk Celle", das ab 1906 mit seinem Werk in der Celler Hafenstraße die Stadt Celle versorgte. 1909 übernahmen die Allerzentralen die Versorgung von Celle mit Strom. Sie sind der Vorläufer der späteren Stadtwerke Celle.
Die Stromversorgung der Landkreise Celle und Uelzen begann 1913 mit Gründung der Überlandzentralen Celle und Uelzen. Aus diesen ging die spätere SVO hervor. Die beiden Kreisnetze wurden noch im selben Jahr gekoppelt. Die Allerzentralen übernahmen zunächst auch die Versorgung der ersten Stromkunden in den Landkreisen. Damit gelten sie als Wegbereiter für die Stromversorgung in der Region. Über zwei 15.000-Volt-Leitungen, die von Oldau bis zu den Zentralstationen in Unterlüß und Schmarbeck führen, wurde der benötigte Strom geliefert. Von dort ging die Stromleitung weiter über Suderburg und Ellerndorf in das Netz des Landkreises Uelzen.
Zum 1. Januar 2000 wurden im Zuge von Privatisierungen die ehemals städtischen und landkreiseigenen Ursprungsunternehmen fusioniert und mehrheitlich an das E.ON Tochterunternehmen Avacon AG verkauft. In diesem Jahr fusionierte die aus beiden Überlandzentralen hervorgegangene Stromversorgung Osthannover mit den Celler Versorgungsbetrieben zur SVO Energie GmbH.
Das novellierte Energiewirtschaftsgesetz schreibt vor, dass sich der Markenauftritt eines Netzbetreibers klar von dem des Vertriebs unterscheiden muss. So wird 2012 aus dem Netzbetreiber SVO Energie GmbH die Celle-Uelzen Netz GmbH mit neuem Markenauftritt.
2013 feierte die SVO ihr 100. Jubiläum mit einer Feier in der Celler Hafenstraße sowie mit Tagen der offenen Tür in Celle und Uelzen.